# Iganga
Iganga – miasto we wschodniej Ugandzie. Liczy 53700 mieszkańców. Stolica, główne miejskie, administracyjne i handlowe centrum Dystryktu Iganga.